# Hiep Hoa (distrikt)
Hiep Hoa (på vietnamesiska Hiệp Hoà) är ett distrikt i den vietnamesiska provinsen Bac Giang. Distriktet har 212 000 invånare (2004) varav cirka 5 000 invånare bor i huvudorten Thang.